# Vitali Popkov (ciclista)
Vitali Olexandrovych Popkov –en ucraniano: Віталій Олександрович Попков– (Novoselytsia, 16 de junio de 1983) es un deportista ucraniano que compitió en ciclismo en las modalidades de pista, especialista en las pruebas de persecución, y ruta.
Ganó una medalla de plata en el Campeonato Mundial de Ciclismo en Pista de 2007 en la prueba de persecución por equipos.
Participó en dos Juegos Olímpicos de Verano, ocupando el sexto lugar en Atenas 2004, en persecución por equipos, y el decimocuarto en Pekín 2008, en persecución individual.

## Medallero internacional
| Campeonato Mundial | Campeonato Mundial          | Campeonato Mundial | Campeonato Mundial      |
| Año                | Lugar                       | Medalla            | Competición             |
| ------------------ | --------------------------- | ------------------ | ----------------------- |
| 2007               | Palma de Mallorca ( España) | Medalla de plata   | Persecución por equipos |

## Palmarés

### Carretera
2009
- Tour de Szeklerland, más 1 etapa

2010
- Campeonato de Ucrania de Ciclismo en Ruta
- Campeonato de Ucrania Contrarreloj
- Gran Premio Donetsk
- Gran Premio de Adigueya, más 2 etapas
- 1 etapa de los Cinco Anillos de Moscú
- Gran Premio Jasnej Góry
- Rogaland G. P.
- 1 etapa del Tour de Szeklerland

2012
- Gran Premio de Moscú
- 1 etapa de la Carrera de la Solidaridad y de los Campeones Olímpicos
- 1 etapa de la Dookola Mazowsza
- Tour de Szeklerland
- Race Horizon Park 1

2013
- 1 etapa del Gran Premio de Sochi
- 1 etapa del Gran Premio de Adigueya
- 1 etapa del Tour de Azerbaiyán
- Carrera de la Solidaridad y de los Campeones Olímpicos, más 1 etapa
- 1 etapa del Tour de Szeklerland

### Pista
2007
- 2.º en el  Campeonato del mundo en persecución por equipos